# South Park
South Park là bộ phim hài kịch tình huống hoạt hình dành cho người lớn của Mỹ do Trey Parker và Matt Stone sáng tạo ra và được phát triển bởi Brian Graden dành cho kênh truyền hình Comedy Central. Bộ phim xoay quanh bốn cậu bé—Stan Marsh, Kyle Broflovski, Eric Cartman, và Kenny McCormick—cùng những tình huống xảy ra với họ tại thị trấn South Park, Colorado. Bộ phim nổi tiếng vì sử dụng từ ngữ tục tĩu và hài kịch đen, hài hước siêu thực với nội dung châm biếm về nhiều chủ đề khác nhau hướng tới khán giả trưởng thành.
Parker và Stone phát triển phim từ phim ngắn The Spirit of Christmas, bao gồm hai video ngắn khác nhau. Một trong các video ngắn trên trở thành một trong những video lan truyền nhanh đầu tiên trên Internet, khởi nguồn cho việc sản xuất South Park. Tập phim thử nghiệm được sản xuất bằng phương pháp cắt giấy, và kể từ đó tất cả các tập phim được sản xuất trên máy tính mô phỏng phương pháp cắt giấy. South Park có sự tham gia của một dàn diễn viên đông đảo gồm nhiều nhân vật định kỳ lên sóng.
Kể từ khi ra mắt vào ngày 13 tháng 8 năm 1997, 325 tập phim (bao gồm cả phim trên TV) của South Park đã được phát sóng. Phim ra mắt với thành công vang dội khi liên tục nhận được điểm đánh giá cao nhất so với các chương trình truyền hình cáp cơ bản khác. Các tập phát sóng sau này có phần không ổn định như ban đầu, tuy nhiên đây vẫn là một trong các chương trình có điểm đánh giá cao nhất của Comedy Central. Kể từ năm 2000, mỗi tập phim được viết kịch bản và sản xuất ngay trong tuần lễ trước tuần lễ lên sóng, trong đó Parker là nhà biên kịch và đạo diễn chính. Mùa thứ hai mươi ba được mở màn vào ngày 25 tháng 9 năm 2019. Vào tháng 8 năm 2021, sê-ri đã được đổi mới thông qua năm 2027.
South Park đã nhận được nhiều giải thưởng, trong đó có năm Giải Primetime Emmy, một Giải Peabody, và nằm trong nhiều danh sách chương trình truyền hình vĩ đại nhất của nhiều hãng xuất bản. Phim chiếu rạp South Park: Bigger, Longer & Uncut được trình chiếu lần đầu vào tháng 6 năm 1999 và đạt được thành công cả về phê bình và doanh thu, đồng thời được đề cử một Giải Oscar. Vào năm 2013, TV Guide xếp South Park là phim hoạt hình truyền hình vĩ đại nhất mọi thời đại.

## Tổng quan

### Bối cảnh và nhân vật
Bộ phim xoay quanh bốn cậu bé, Stan Marsh, Kyle Broflovski, Eric Cartman và Kenny McCormick. Các cậu bé sống tại một thị trấn nhỏ South Park, nằm trong khu vực South Park ngoài đời thực thuộc dãy núi Rocky ở trung tâm Colorado. Thị trấn cũng là nơi ở của các nhân vật thường xuyên xuất hiện như các học sinh, các gia đình, nhân viên trường tiểu học, và nhiều cư dân khác. Những người này thường nhận xét South Park là một nơi cực kỳ tẻ nhạt và ít náo nhiệt. Các bối cảnh chính trong phim là trường tiểu học, bến xe buýt, các khu phố khác nhau và phong cảnh tuyết xung quanh, các địa danh Colorado trong thực tế, và các cửa hàng và công ty dọc theo con phố chính của thị trấn, tất cả đều dựa trên hình dáng của các địa điểm tương đương ở Fairplay, Colorado.

Hình ảnh tựa đề South Park với bốn nhân vật chính và hầu hết các nhân vật thường trực, nhân vật phụ ở đằng sau

Stan là nhân vật "bình thường" nhất trong nhóm bạn, khi được website của phim miêu tả là một "học sinh lớp 4 Mỹ trung bình". Kyle là người Do Thái duy nhất trong nhóm, và vai diễn của cậu trong vai trò là một người Do Thái thường được sử dụng với ý đồ châm biếm. Stan lấy hình mẫu từ Parker, trong khi Kyle lấy hình mẫu từ Stone. Họ là hai người bạn thân nhất của nhau, và mỗi quan hệ này, tượng trưng cho tình bạn của Parker và Stone, là một chủ đề xuyên suốt loạt phim. Eric Cartman (thường được các bạn bè gọi bằng họ là Cartman) là một cậu bé ồn ào, đáng ghét và vô đạo đức, thường đóng vai phản diện. Tư tưởng bài Do Thái của cậu đã dẫn đến một cuộc cạnh tranh với Kyle, mặc dù lý do sâu xa là sự xung đột mạnh mẽ giữa tính cách tôn trọng đạo đức của Kyle và sự đối lập của Cartman. Kenny, xuất thân từ một gia đình nghèo, thường mặc một chiếc áo parka có mũ trùm kín đầu che gần hết khuôn mặt và làm giọng nói của cậu bị biến dạng. Trong năm mùa phát sóng đầu tiên của phim, gần như tập nào Kenny cũng chết, nhưng luôn trở lại ở tập sau một cách không thể giải thích. Cậu không xuất hiện trong phần lớn mùa 6 năm 2002, và chỉ quay lại ở tập cuối mùa 6. Kể từ đây, việc Kenny bị chết đã không còn được các tác giả của chương trình sử dụng nữa. Trong 58 tập phim đầu tiên, các cậu bé đang học lớp ba. Trong tập "4th Grade" của mùa 4 (2000), các cậu được lên lớp bốn và giữ nguyên như vậy kể từ đó.
Cốt truyện thường được bắt đầu bởi các sự kiện, từ các sự kiện khá điển hình cho đến các sự kiện siêu nhiên và phi thường, những sự kiện mà thường xảy ra trong thị trấn. Các cậu bé thường đóng vai trò là tiếng nói của lý trí khi những sự kiện này khiến các nhân vật người lớn tỏ ra hoảng loạn hoặc hành động thiếu kiểm soát. Các nhân vật người lớn thường được miêu tả là những người vô lý, cả tin và hay làm quá mọi chuyện lên. Các cậu bé cũng thường bối rối trước những hành vi đầy mâu thuẫn và đạo đức giả của cha mẹ chúng và những người lớn khác, và cho rằng họ có quan điểm lệch lạc về đạo đức và xã hội.

### Chủ đề và phong cách
Mỗi tập phim đều mở đầu bằng một lời phủ nhận hài hước: "Tất cả các nhân vật và sự kiện trong chương trình này, ngay cả những nhân vật và sự kiện dựa trên người thật đều là hư cấu. Tất cả giọng lồng tiếng cho người nổi tiếng đều được làm giả.....một cách tệ hại. Chương trình sau đây chứa ngôn ngữ thô tục và vì lý do nội dung của nó nên đừng ai xem chương trình này." ("All characters and events in this show—even those based on real people—are entirely fictional. All celebrity voices are impersonated.....poorly. The following program contains coarse language and due to its content it should not be viewed by anyone.")
South Park là chương trình hàng tuần đầu tiên bị dán nhãn TV-MA (chỉ dành cho người trên 17 tuổi), và nói chung là hướng tới đối tượng khán giả trưởng thành. Các cậu bé và hầu hết các nhân vật nhỏ tuổi khác đều sử dụng từ ngữ thô tục và chỉ với những từ cấm kỵ nhất mới bị che đi khi phát sóng. Parker và Stone cho rằng đây là cách mà những cậu bé ngoài đời thực nói chuyện với nhau khi không có ai ở bên cạnh làm phiền chúng.
South Park thường sử dụng các hình ảnh náo động và vô lý, những trò đùa hài hước lặp đi lặp lại (running gag), các hình ảnh bạo lực máu me, nội dung tình dục, lồng ghép các yếu tố văn hóa đại chúng, và châm biếm các nhân vật nổi tiếng.
Các tập phim đầu tiên chủ yếu hướng đến các giá trị gây sốc và sử dụng phong cách hài hước slapstick (phong cách làm quá sự việc lên). Mặc dù chủ đề châm biếm xã hội đã được sử dụng không thường xuyên trong chương trình kể từ khi bắt đầu, tuy nhiên theo thời gian phong cách châm biếm này trở thành phong cách chủ đạo của phim. Những người sản xuất chương trình vẫn tập trung vào cách các cậu bé sử dụng những trò đùa kiểu toilet humor (đùa cợt về việc đi vệ sinh hay nôn mửa) để nhắc nhở người lớn về "một đứa trẻ tám tuổi là như thế nào." Parker và Stone cũng bắt đầu phát triển các nhân vật khác bằng cách cho họ có thêm đất diễn trong một số cốt truyện cụ thể, và viết cốt truyện theo kiểu ngụ ngôn dựa trên tôn giáo, chính trị, và các chủ đề khác. Điều này tạo cơ hội cho chương trình thể hiện cả hai mặt cực đoan của các vấn đề gây tranh cãi, đồng thời châm biếm cả hai góc nhìn của phe tự do lẫn phe bảo thủ. Parker và Stone nhận xét họ là "những kẻ lăng mạ bình đẳng" (equal opportunity offenders) với mục đích chính là thể sự hài hước và mang tiếng cười tới mọi người, đồng thời khẳng định rằng không một chủ đề hay một nhóm người nào không thể bị châm biếm hay chế nhạo.
Parker và Stone nhấn mạnh rằng chương trình vẫn tập trung vào ý tưởng rằng "trẻ con là trẻ con" và "những gì diễn ra tại [trường tiểu học] ở Mỹ. Họ cho rằng việc đưa vào yếu tố châm biếm hơn cho bộ phim là kết quả của sự chuyển hướng sang "các yếu tố đạo đức" sao cho chương trình ít phụ thuộc vào việc sự thô tục và các giá trị gây sốc, qua đó duy trì một lượng khán giả nhất định. Bất chấp ngôn ngữ sử dụng trong phim có phần tục tĩu, Parker lưu ý rằng vẫn có một sự "ngọt ngào tiềm ẩn" của các nhân vật nhỏ tuổi, trong khi tạp chí Time nhận xét rằng các cậu bé "đôi khi tàn nhẫn nhưng sâu bên trong là sự ngây thơ." Thông thường, các cậu bé hoặc các nhân vật khác suy ngẫm về những gì đã diễn ra trong một tập phim và truyền đạt bài học quan trọng sau khi mọi chuyện kết thúc bằng một đoạn độc thoại ngắn. Trong những mùa phát sóng đầu tiên, đoạn độc thoại thường bắt đầu bằng câu "Các bạn biết đấy, hôm nay mình đã học được điều gì đó...".

## Phát triển

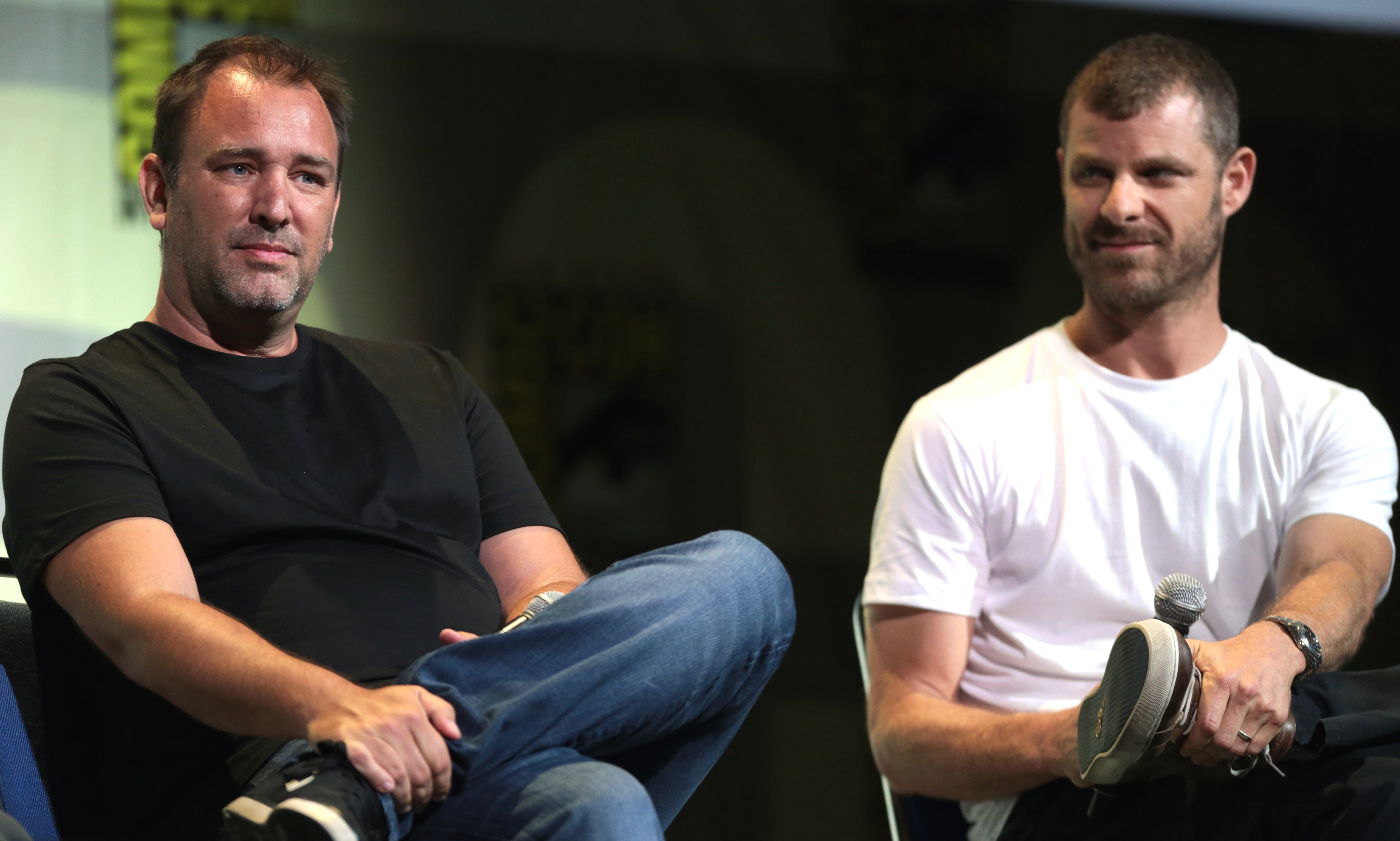
Những người sáng tạo ra South Park là Trey Parker (trái) và Matt Stone liên tục viết kịch bản, đạo diễn và lồng tiếng cho bộ phim

Parker và Stone gặp nhau ở lớp dạy điện ảnh tại Đại học Colorado vào năm 1992. Họ đều là những người yêu thích phim hài của Monty Python, và coi đây là nguồn cảm hứng chính cho các tác phẩm của hai người. Sau đó họ làm một phim ngắn với tựa đề The Spirit of Christmas. Bộ phim được tạo ra bằng cách sử dụng kỹ thuật hoạt hình tĩnh vật với giấy bìa, minh họa các nguyên mẫu của các nhân vật chính trong South Park, trong đó có một nhân vật giống Cartman nhưng lại tên là "Kenny", một nhân vật không tên trông giống Kenny, và hai nhân vật khác trông giống Stan và Kyle. Giám đốc của Fox Broadcasting Company (FOX) là Brian Graden ủy quyền cho Parker và Stone tạo ra một bộ phim ngắn thứ hai dưới dạng video Giáng Sinh. Phim ngắn thứ hai ra đời năm 1995, The Spirit of Christmas, có phần giống với loạt phim hoạt hình sau này hơn. Để phân biệt giữa hai phim ngắn cùng tên, phim ngắn thứ nhất thường được gọi là Jesus vs. Frosty, và phim còn lại là Jesus vs. Santa. Graden đã gửi các bản sao của video cho một số bạn bè của anh và từ đó nó được sao chép và phân phối, kể cả trên Internet, và trở thành một trong những video viral đầu tiên.
Sau khi Jesus vs. Santa trở nên nổi tiếng, Parker và Stone bắt đầu thảo luận về việc phát triển phim ngắn trên thành một bộ phim truyền hình xoay quanh bốn đứa trẻ sống tại một thị trấn giả tưởng của Colorado. FOX tỏ ra rất háo hức được gặp Parker và Stone về sự khởi đầu của chương trình và tự tin sẽ đạt được thành công như trước đó với Cops, The Simpsons, và Hồ sơ tuyệt mật. Tuy vậy, trong cuộc họp ở trụ sở FOX tại Century City, đài truyền hình và hai nhà sáng tạo của show bắt đầu có những bất đồng, trong đó chủ yếu liên quan tới việc FOX từ chối phát một chương trình có một nhân vật là một cục phân biết nói (Mr. Hankey). Một số giám đốc của 20th Century Fox Television (đơn vị dự kiến sẽ sản xuất chương trình) đồng ý với lập trường của FOX về Mr. Hankey liên tục yêu cầu Parker và Stone loại bỏ nhân vật này để chương trình được tiến hành. Sau khi từ chối yêu cầu của kênh, cả hai đã cắt đứt quan hệ với FOX và các công ty con của đơn vị này và bắt đầu chuyển hướng đến một công ty khác.
Cả hai sau đó bắt đầu đàm phán với MTV và Comedy Central. Parker muốn hợp tác với Comedy Central hơn vì sợ MTV sẽ lại biến ý tưởng của họ thành một chương trình cho trẻ em. Khi giám đốc của Comedy Central là Doug Herzog xem đoạn phim ngắn, ông ủy thác cho hai người phát triển nó thành một series phim. Parker và Stone tập hợp một đội ngũ nhân viên nhỏ và dành ba tháng để tạo ra tập phim thử nghiệm mang tên "Cartman Gets an Anal Probe". South Park có nguy cơ bị hủy trước khi nó lên sóng khi chương trình không làm hài lòng khán giả thử nghiệm, đặc biệt là phụ nữ. Tuy nhiên, đoạn phim ngắn vẫn ngày càng phổ biến hơn trên Internet và Comedy Central quyết định sẽ đầu tư vào sáu tập phim. South Park debuted with "Cartman Gets an Anal Probe" on ngày 13 tháng 8 năm 1997.

## Sản xuất
Ngoại trừ tập phim thử nghiệm đầu tiên được sản xuất bằng phương pháp hoạt hình cắt giấy, tất cả các tập phim của South Park được tạo ra bằng máy tính, chủ yếu là bằng phần mềm Autodesk Maya. Mặc dù tập phim thử nghiệm mất ba tháng để hoàn thành, tuy nhiên các tập phim sau đó của South Park cần ít thời gian hơn nhiều. Bằng cách sử dụng máy tính, đội ngũ sản xuất chỉ mất khoảng ba tuần cho mỗi tập phim trong mùa đầu tiên. Hiện nay với nhóm sản xuất khoảng 70 người, các tập phim thường chỉ mất một tuần để hoàn tất, thậm chí một số tập chỉ từ ba tới bốn ngày. Gần như toàn bộ quá trình sản xuất một tập phim được hoàn thành trong một nhóm các văn phòng, ban đầu là tại một tổ hợp ở Westwood, Los Angeles, California, và nay là một phần của South Park Studios ở Culver City, California. Parker và Stone là nhà sản xuất điều hành trong suốt toàn bộ lịch sử của chương trình. Debbie Liebling, người từng là Senior Vice President của bộ phận lập trình và phát triển ban đầu của Comedy Central, cũng đóng vai trò nhà sản xuất điều hành trong 5 mùa phát sóng đầu tiên của show, điều phối các công việc sản xuất của chương trình giữa South Park Studios và trụ sở của Comedy Central tại Thành phố New York.

Vụ việc của cậu bé Elián González được nhắc đến trong tập phim "Quintuplets 2000", vốn được lên sóng ngay trong tuần lễ xảy ra vụ việc.

Kịch bản không được viết trước khi mùa phát sóng mới bắt đầu. Việc sản xuất một tập phim bắt đầu vào ngày Thứ Năm khi các cố vấn của chương trình động não cùng Parker và Stone về chủ đề của tập phim. Các cựu tác giả kịch bản của chương trình bao gồm Pam Brady, người sau đó soạn kịch bản cho Hot Rod, Hamlet 2 và Team America: World Police (viết chung với Parker và Stone), và Nancy Pimental, người gắn bó với South Park trong ba mùa đầu tiên, sau này trở thành đồng dẫn chương trình Win Ben Stein's Money và viết kịch bản cho phim The Sweetest Thing. Nhà sản xuất và biên kịch Norman Lear, thần tượng của cả Parker và Stone, đóng vai trò là cố vấn khách mời trong các tập phim của mùa bảy (2003) như "Cancelled" và "I'm a Little Bit Country". Trong các mùa phát sóng 12 và 13, diễn viên và biên kịch của Saturday Night Live là Bill Hader đóng vai trò là cố vấn sáng tạo và nhà sản xuất.
Sau khi trao đổi các ý tưởng với nhau, Parker sẽ là người viết một kịch bản, và từ đó toàn bộ đội ngũ làm phim hoạt hình, biên tập, kỹ thuật viên và kỹ sư âm thanh, mỗi người thường sẽ làm việc từ 100-120 giờ trong tuần tiếp theo. Kể từ mùa bốn (2000), Parker đảm nhận hầu hết các nhiệm vụ đạo diễn chương trình, trong khi Stone từ bỏ công việc đạo diễn để tập trung vào điều hòa công việc nhóm và quản lý kinh doanh trong quá trình sản xuất phim. Vào ngày Thứ Tư, tập phim hoàn chỉnh sẽ được gửi đến trụ sở của Comedy Central thông qua đường truyền vệ tinh, có khi chỉ vài giờ trước khi phát sóng vào lúc 10 giờ tối ET.
Parker and Stone nói rằng việc tuân thủ thời hạn một tuần lễ để sản xuất sẽ tạo ra tính bột phát nhiều hơn trong nhóm sản xuất, điều mà họ cảm thấy sẽ giúp chương trình hài hước hơn. Lịch làm việc như vậy cũng giúp South Park có thể cùng một lúc tập trung vào chủ đề và phản ứng nhanh hơn với các sự kiện thời sự cụ thể nhanh hơn các chương trình hoạt hình châm biếm khác. Một trong những ví dụ sớm nhất về nguyên tắc này là trong tập "Quintuplets 2000" của mùa bốn. Tập phim này nhắc tới cuộc đột kích của Lực lượng Tuần tra Biên phòng Hoa Kỳ vào một ngôi nhà trong vụ việc liên quan tới Elián González, một sự kiện xảy ra chỉ bốn ngày trước khi tập phim lên sóng. Tập "Best Friends Forever" của mùa 9 (2005) nhắc tới vụ án của Terri Schiavo, và được phát sóng lần đầu khi những tranh cãi vẫn còn tiếp diễn và chỉ 12 giờ trước khi người phụ nữ này qua đời. Trong tập cuối mùa 7 mang tên "It's Christmas in Canada" (2003), phim nhắc tới việc tìm thấy nơi ẩn nấp của Saddam Hussein cùng việc bắt giữ ông, xảy ra chỉ ba ngày trước khi tập phim lên sóng. Tập "About Last Night..." của mùa 12 (2008) xoay quanh chiến thắng của Barack Obama trong cuộc bầu cử tổng thống Hoa Kỳ 2008, và phát sóng chỉ 24 giờ sau khi Obama trở thành người thắng cử, đồng thời sử dụng nhiều đoạn phát biểu chiến thắng của Obama.
Vào ngày 16 tháng 10 năm 2013, chương trình lần đầu tiên không hoàn thành việc sản xuất theo đúng lịch do sự cố mất điện xảy ra trước đó vào ngày 15, khiến tập "Goth Kids 3: Dawn of the Posers" của mùa 17 không hoàn thành đúng hạn. Tập phim phải dời lịch phát sang ngày 23 tháng 10 năm 2013. Vào tháng 7 năm 2015, South Park được gia hạn hợp đồng tới năm 2019; đưa chương trình kéo dài tới mùa thứ 23 với 307 tập phát sóng. Vào ngày 12 tháng 9 năm 2019, chương trình được gia hạn thêm ba mùa từ mùa 24 tới mùa 26 vào năm 2022.

### Hoạt hình

Các giai đoạn khác nhau của quá trình sản xuất (từ trên xuống dưới): bản phác thảo cốt truyện, hình vẽ bằng CorelDRAW, và một khung hình lấy từ tập phim "Super Fun Time"

Phong cách hoạt hình của chương trình được lấy cảm hứng từ những bộ phim hoạt hình cắt giấy được Terry Gilliam thực hiện cho chương trình Monty Python's Flying Circus, một trong những chương trình yêu thích của Parker và Stone. Giấy bìa thủ công và các kỹ thuật hoạt hình tĩnh vật bằng giấy cắt dán (cutout) được sử dụng trong các đoạn phim ngắn gốc và trong tập thử nghiệm. Các tập phim sau này sử dụng máy tính, và tạo ra một hiệu ứng hình ảnh tương tự như bản gốc. Trước khi các họa sĩ máy tính bắt đầu lên hình một tập phim, một loạt các hình ảnh mẫu (animatics) được vẽ bằng Toon Boom do các họa sĩ vẽ cốt truyện cung cấp.
Các nhân vật và đồ vật được tạo nên bằng các hình dạng hình học đơn giản và các màu cơ bản và màu thứ cấp. Hầu hết các nhân vật trẻ em có kích thước và hình dáng tương tự nhau, và chỉ phân biệt bằng quần áo, màu tóc và da, và mũ đội đầu. Hình ảnh các nhân vật đa phần ở dạng hai chiều và chỉ được nhìn từ một góc độ. Chuyển động của các nhân vật được thể hiện theo một phong cách không liên mạch, lý do là vì các họa sĩ cố ý không vẽ các chuyển động chi tiết cho các nhân vật. Thỉnh thoảng một số nhân vật có thật được khắc họa bằng những bức ảnh hình đầu và khuôn mặt thực tế của họ thay cho khuôn mặt truyền thống của chương trình. Các nhân vật người Canada trong chương trình thường được miêu tả theo phong cách tối giản hơn; họ có đôi mắt tròn xoe đơn giản, và chỉ có nửa trên đầu của các nhân vật này chuyển động lên xuống khi nói chuyện.
Khi chương trình bắt đầu sử dụng máy tính, các bức tranh cắt bằng bìa cứng được quét và vẽ lại bằng phần mềm CorelDRAW, sau đó được nhập vào PowerAnimator để sử dụng cùng với các máy trạm SGI để hoạt hình hóa các nhân vật. Các máy trạm được kết nối với một trang trại kết xuất (render farm) với bộ xử lý 54 có thể kết xuất 10 tới 15 shot một giờ. Kể từ mùa 5, các nhà làm phim bắt đầu sử dụng Autodesk Maya thay cho PowerAnimator. Xưởng làm phim của South Park hiện sử dụng một render farm với bộ xử lý 120 có thể kiết xuất trên 30 shot một giờ.
PowerAnimator và Maya là những chương trình cao cấp chủ yếu được sử dụng cho đồ họa máy tính 3D, mặc dù Eric Stough (đồng sáng lập và cựu đạo diễn hoạt hình) lưu ý rằng PowerAnimator ban đầu được chọn vì các tính năng của nó đã giúp các nhà làm phim giữ được vẻ ngoài có phần sơ sài của chương trình. PowerAnimator cũng từng được sử dụng để thực hiện một số hiệu ứng hình ảnh của chương trình, mà hiện nay được thay thế bằng phần mềm Motion, một phần mềm đồ họa mới của Apple cho hệ điều hành Mac OS X. Chất lượng hình ảnh của chương trình đã được cải thiện trong những mùa gần đây dù một số kỹ thuật khác cũng được sử dụng để cố ý giữ nguyên vẻ ngoài "rẻ tiền".
Một số tập sử dụng các cảnh quay người đóng, trong khi một số tập khác lồng ghép các phong cách hoạt hình khác. Một số đoạn trong tập mở màn mùa 8 (2004) là "Good Times with Weapons" được thực hiện theo phong cách anime, trong khi tập "Make Love, Not Warcraft" của mùa 10 được thực hiện một phần theo dạng machinima. Tập "Major Boobage" của mùa 12 dùng để gợi nhớ về phim hoạt hình Heavy Metal năm 1981, đưa vào các cảnh quay sử dụng phong cách rotoscoping.

### Dàn diễn viên lồng tiếng
Parker và Stone lồng tiếng cho phần lớn giọng của các nhân vật nam trong South Park. Mary Kay Bergman lồng tiếng cho phần lớn các nhân vật nữ trước khi cô tự sát vào ngày 11 tháng 11 năm 1999. Mona Marshall và Eliza Schneider là những người thay thế Bergman, trong đó Schneider rời chương trình sau khi mùa 7 (2003) kết thúc. Cô được thay thế bởi April Stewart, người cùng với Marshall vẫn tiếp tục lồng tiếng cho hầu hết các nhân vật nữ. Bergman ban đầu có tên trong danh sách làm phim với bí danh Shannen Cassidy để bảo vệ danh tiếng của cô khi cô đồng thời là diễn viên lồng tiếng của nhiều nhân vật trong các chương trình của Disney và thiếu nhi khác. Stewart ban đầu được ghi tên là Gracie Lazar, còn Schneider đôi khi được ghi tên là Blue Girl theo biệt hiệu của cô trong các vở rock opera.
Các diễn viên lồng tiếng và thành viên khác trong đội ngũ sản xuất của South Park tham gia vào việc lồng tiếng cho các nhân vật nhỏ trong nhiều tập, trong khi một số thành viên trong đội sản xuất lồng tiếng cho các nhân vật thường kỳ; "nhà sản xuất giám sát" Jennifer Howell lồng tiếng cho Bebe Stevens, đồng sản xuất và họa sĩ cốt truyện Adrien Beard lồng tiếng cho Token Black, học sinh gốc Phi duy nhất trong trường cho tới khi Nichole xuất hiện trong tập "Cartman Finds Love", cố vấn sáng tác Vernon Chatman lồng tiếng cho một chiếc khăn tắm biết nói tên là Towelie, và giám sát sản xuất John Hansen lồng tiếng cho Mr. Slave, người tình đồng tính cũ của Mr. Garrison. Trong suốt chương trình, các giọng lồng tiếng cho các nhân vật trẻ em mới biết đi và trẻ mẫu giáo được cung cấp bởi con cái của nhân viên sản xuất chương trình.
Khi lồng tiếng cho các nhân vật nhỏ tuổi, các diễn viên nói với âm vực bình thường của họ nhưng thay đổi một chút để nghe giống như trẻ con. Âm thanh sau khi được thu lại sẽ được chỉnh sửa bằng Pro Tools, và cao độ được thay đổi để làm cho giọng nói giống như của một học sinh lớp bốn.
Isaac Hayes lồng tiếng cho Chef, một nhân viên phục vụ đồ ăn người da màu thích hát nhạc soul và là một trong số ít những người trưởng thành mà các cậu bé thường trao gửi niềm tin. Hayes đồng ý lồng tiếng cho nhân vật này sau khi được Parker và Stone chọn lựa trong số các ứng viên như Lou Rawls và Barry White. Hayes, người sống tại New York và dẫn một chương trình phát thanh cùng lúc với công việc tại South Park, sẽ thu lại lời thoại của ông trong một cuộn băng kỹ thuật số trong khi đạo diễn chịu trách nhiệm cho tập phim sắp tới sẽ chỉ đạo thông qua điện thoại, và sau đó cuốn băng sẽ được gửi tới phòng sản xuất của show tại California. Sau khi Hayes tạm biệt chương trình vào năm 2006, nhân vật Chef bị chết trong tập đầu của mùa 10 (2006) ("The Return of Chef").

#### Diễn viên khách mời
Mặc dù những người nổi tiếng trong chương trình thường được giả giọng, tuy nhiên đôi lúc chính những nhân vật nổi tiếng lồng tiếng cho chính họ. Các nhân vật nổi danh từng tham gia chương trình có thể kể đến Michael Buffer, Brent Musburger, Jay Leno, Robert Smith, cùng các ban nhạc như Radiohead và Korn.
Nhóm hài Cheech & Chong lồng tiếng cho các nhân vật có ngoại hình giống họ trong tập "Cherokee Hair Tampons" của mùa bốn (2000). Đây cũng là lần đầu hai người hợp tác trở lại sau 20 năm. Malcolm McDowell xuất hiện trong cảnh người thật đóng trong vai trò người kể chuyện của tập "Pip" thuộc mùa bốn.
Jennifer Aniston, Richard Belzer,
Natasha Henstridge, Norman Lear, và Peter Serafinowicz từng đóng vai trò lồng tiếng cho các nhân vật không phải họ. Trong những mùa đầu tiên của South Park, một số ngôi sao hạng A ngỏ lời về việc làm khách mời trong chương trình. Parker và Stone trêu đùa lại những lời đề nghị này bằng cách mời họ đóng các vai rất nhỏ hoặc không có lời thoại, tuy nhiên đa phần những người đó vẫn chấp nhận; George Clooney cung cấp tiếng sủa cho chú chó của Stan trong tập "Big Gay Al's Big Gay Boat Ride" của mùa một (1997), Leno giả tiếng chú mèo của Cartman trong tập "Cartman's Mom Is a Dirty Slut" của mùa một, còn Henry Winkler thể hiện những tiếng gầm gừ của một con quái vật ăn thịt trẻ con trong tập "City on the Edge of Forever" của mùa hai (1998). Jerry Seinfeld đề nghị góp giọng cho tập phim "Starvin' Marvin" nhân dịp lễ Tạ Ơn, tuy nhiên quyết định từ chối khi chỉ được mời đóng vai "Con gà tây số 2".

### Âm nhạc

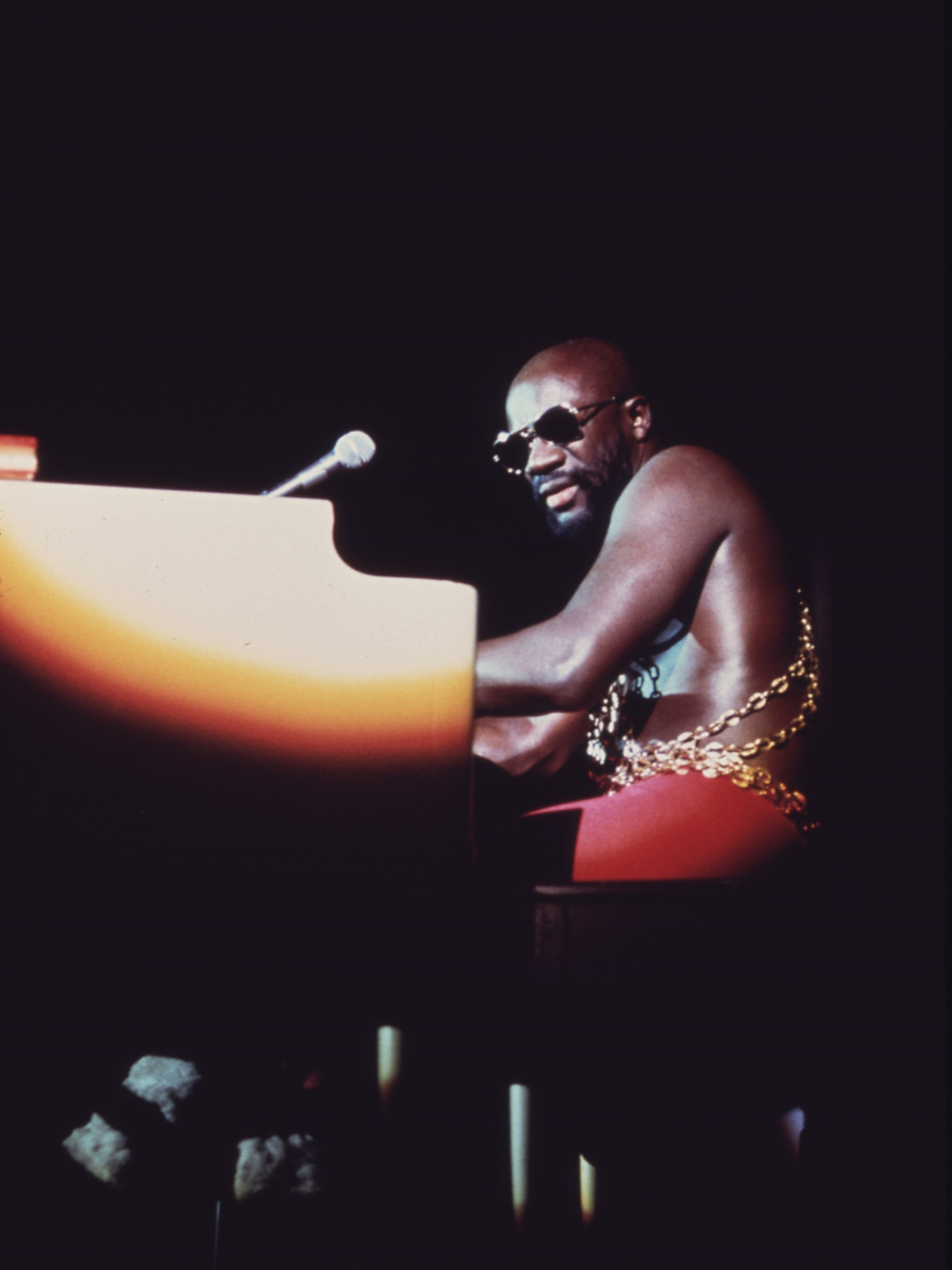
Chef thường hát theo phong cách giống với Isaac Hayes, người lồng tiếng cho chính nhân vật này

Parker phát biểu rằng việc sử dụng âm nhạc theo nhiều cách khác nhau là vô cùng quan trọng đối với South Park. Một số nhân vật thường chơi đàn hoặc hát các bài hát để ảnh hưởng lên hành vi của một nhóm người, hoặc đôi khi là để giáo dục, động viên hoặc dạy dỗ người khác. Chương trình cũng thường xuyên có những cảnh trong đó các nhân vật phản đối màn trình diễn của một số nhạc sĩ nổi tiếng.
Nhà soạn nhạc của phim là Adam Berry sử dụng synthesizer để mô phỏng một dàn nhạc nhỏ, và thường giống với các bản nhạc nổi tiếng. Berry cũng sử dụng giai điệu của guitar và mandolin làm giai điệu chủ đạo cho những đoạn phim đầu tiên. Sau khi Berry rời đi vào năm 2001, Jamie Dunlap và Scott Nickoley của Mad City Production Studios ở Los Angeles thực hiện phần nhạc cho chương trình trong bảy mùa phát sóng tiếp theo. Kể từ năm 2008, Dunlap là nhà soạn nhạc duy nhất của chương trình. Các đóng góp của Dunlap đối với chương trình là một trong số ít các đóng góp không được thực hiện tại các phòng sản xuất của chương trình. Dunlap sẽ đọc kịch bản, tạo nhạc nền bằng phần mềm âm thanh số và sau đó gửi tập tin âm thanh qua email tới South Park Studios, nơi tập tin được chỉnh sửa để phù hợp với tập phim đã được hoàn thiện.
Ngoài việc hát nhằm giải thích điều gì đó để lũ trẻ hiểu, Chef cũng sẽ hát về những điều liên quan đến những gì đã diễn ra trong cốt truyện. Các bài hát này là những sáng tác do chính Parker nghĩ ra, và được Hayes thể hiện theo cùng một phong cách R&B gợi dục mà ông sử dụng trong suốt sự nghiệp âm nhạc của mình. Ban nhạc DVDA bao gồm Parker, Stone, và các thành viên trong ban sản xuất là Bruce Howell và D.A. Young sẽ thể hiện phần nhạc cho các sáng tác này. Ban nhạc được ghi tên là "Chef's Band" trong phần credits.
Rick James, Elton John, Meat Loaf, Joe Strummer, Ozzy Osbourne, Primus, Rancid, và Ween là những nghệ sĩ khách mời đã biễu diễn trong tập "Chef Aid" của mùa hai (1998). Korn lần đầu thể hiện bài hát "Falling Away from Me" khi tham gia vào tập "Korn's Groovy Pirate Ghost Mystery" của mùa ba (1999).

#### Nhạc chủ đề
Nhạc chủ đề của phim được thể hiện bởi ban nhạc Primus. Phần lời lần lượt được thể hiện bởi ca sĩ chính của nhóm là Les Claypool, cùng bốn nhân vật chính trong phần mở đầu chương trình. Đoạn lời hát méo mó của Kenny cứ vài mùa lại được thay đổi. Lời hát của Kenny về bản chất thường mang tính đồi trụy, chẳng hạn như trong mùa đầu tiên, "I like girls with big fat titties, I like girls with deep vaginas."
Đoạn nhạc mở đầu của tập phim thử nghiệm không được trình chiếu có tiết tấu chậm hơn và dài 40 giây và bị coi là quá dài. Vì vậy nên Parker và Stone đã làm đoạn nhạc chạy nhanh hơn cho đoạn giới thiệu đầu phim, đồng thời nhờ ca sĩ chính của ban nhạc Claypool thu âm lại giọng hát của anh ta. Phiên bản không lời của bản gốc thường được phát ở cuối chương trình.
Bài hát mở đầu được phát trong bốn mùa đầu tiên (và đoạn end credits của tất cả các mùa) với giai điệu folk rock được đệm bằng tiếng guitar bass, trumpet và trống. Phách nhanh ở đoạn mở đầu chương trình và vừa phải ở đoạn kết thúc chương trình. Bài hát viết ở điệu thứ (minor key) và sử dụng quãng tritone hay quãng 5 giảm để tạo ra sự nghịch về giai điệu và nắm bắt đúng bản chất siêu thực của chương trình. Vào mùa 4 và 5, đoạn mở đầu được hòa âm theo phong cách electro funk với các yếu tố pop. Các mùa 6-9 sử dụng giai điệu bluegrass được đệm bằng đàn banjo và được đặt trong điệu trưởng (major key). Trong các mùa phát sóng sau đó, bản nhạc được phối với giai điệu electro rock với ảnh hưởng của dòng nhạc breakbeat, được tạo ra từ tiếng guitar điện và được hỗ trợ bằng tiếng trống điện tử.
Bài hát mở đầu đã được remix ba lần trong suốt quá trình của series phim, trong đó có bản remix của Paul Robb. Vào năm 2006, bài hát chủ đề được remix với bài hát "Whamola" của Colonel Les Claypool's Fearless Flying Frog Brigade trong album Purple Onion.

## Phân phối

### Quốc tế
South Park được phát sóng ở Ấn Độ, New Zealand, và nhiều quốc gia tại châu Âu và châu Mỹ Latinh trên các kênh của Comedy Central và MTV Networks. Trong các thỏa thuận phân phối với Comedy Central, các mạng lưới truyền hình độc lập khác cũng có thể phát sóng bộ phim này ở các thị trường quốc tế khác. Ở Úc, chương trình được phát sóng trên các kênh kênh The Comedy Channel, Comedy Central và kênh miễn phí SBS Viceland (trước năm 2009, phim được chiếu trên SBS). Bộ phim được phát sóng bằng tiếng Anh và không bị che lời thoại tục tĩu ở Canada trên kênh The Comedy Network và sau đó là kênh Much. South Park cũng phát bằng tiếng Ireland trên kênh TG4 ở Ireland, STV in Scotland, Comedy Central và MTV ở Anh Quốc (trước đây chiếu trên kênh Channel 4 và Viva; kênh 5Star gần đây thay thế kênh Viva), kênh B92 ở Serbia, và kênh Game One cùng NRJ 12 ở Pháp.

### DVD
Các mùa phát sóng hoàn chỉnh của South Park thường xuyên được phát hành toàn bộ trên DVD từ năm 2002. Một số bộ DVD tổng hợp theo chủ đề khác cũng được phát hành bởi Rhino Entertainment và Comedy Central, trong khi bộ ba tập phim Imaginationland được ghi lại dưới dạng DVD thành một phim dài vào năm 2008. Các phiên bản blu-ray được làm kể từ năm 2008 với mùa 12. Các mùa tiếp theo cũng được phát hành ở định dạng này song song với các bản phát hành DVD. Mười một mùa đầu tiên của South Parkđược phát hành trên blu-ray lần đầu tiên vào tháng 12 năm 2017.

### Stream
Vào tháng 3 năm 2008, Comedy Central đưa tất cả các tập hoàn chỉnh của South Park theo dạng stream miễn phí hợp pháp theo yêu cầu lên trang chính thức của South Park Studios. Kể từ tháng 3 năm 2008 cho tới tháng 12 năm 2013 các tập mới được đăng tải lên trang web một ngày sau ngày phát sóng đầu tiên trên TV, và một phiên bản đã qua kiểm duyệt sẽ được đăng lên một ngày sau. Các tập sẽ ở lại trang trong phần còn lại của tuần lễ đó và sau đó bị gỡ xuống. Phải ba ba tuần sau đó tập đó mới được trở lại trên trang web.
Trong vòng một tuần, trang web đã đón hơn một triệu lượt stream đầy đủ các tập, và con số đó tăng lên tới 55 triệu lượt vào tháng 10 năm 2008. Các vấn đề pháp lý khiến cho các nội dung của Hoa Kỳ không thể được truy cập bên ngoài nước này, vì vậy các máy chủ cục bộ đã được thiết lập ở các quốc gia khác. Vào tháng 11 năm 2009, một trang web streaming mới của South Park Studios được ra mắt tại Anh Quốc và Ireland. Ở Canada, các tập có thể được xem trên website của The Comedy Network, tuy nhiên do giới hạn về bản quyền, các video này không còn nữa.
Vào tháng 7 năm 2014 báo chí đưa tin Hulu ký một hợp đồng ba năm để nắm quyền phát sóng South Park trực tuyến độc quyền với giá 80 triệu đô la. Sau tin tức trên, mọi tập phim vẫn có sẵn miễn phí trên trang web của South Park Studios nhưng sử dụng trình phát video của Hulu. Tính tới tháng 9 năm 2014, sau khi mùa 18 lên sóng ra mắt, chỉ có 30 tập có thể xem miễn phí tại một thời điểm dựa theo cách phân phối của trang web, trong đó các tập mới sẽ xuất hiện trong cả tháng bắt đầu từ ngày phát sóng đầu tiên của các tập đó. Toàn bộ series phim sẽ được phát trên Hulu Plus.
Vào tháng 4 năm 2010, tập "Super Best Friends" của mùa 5 và các tập "200" và "201" của mùa 14 bị đưa ra khỏi website; ngoài ra, các tập này không còn phát sóng trong các lần phát lại trên TV mà chỉ có trên DVD.
Tính tới tháng 1 năm 2015, tất cả các tập của South Park có thể được stream trở lại tại Canada trên nền tảng CraveTV, bao gồm các mùa từ 1 tới 18. Các mùa tiếp theo được ra mắt vào tháng 7.
Đầu tháng 10 năm 2019, tin đồn trong ngành cho rằng quyền stream South Park trực tuyến đã được rao bán cho nhiều dịch vụ khác nhau, tạo ra một cuộc chiến khốc liệt có giá trị lên tới 500 triệu đô la Mỹ để giành quyền phát sóng. HBO và South Park Digital Studios sau đó thông báo rằng HBO là đơn vị đã đạt được một hợp đồng đối với quyền phát trực tuyến South Park độc quyền trên dịch vụ HBO Max kể từ tháng 6 năm 2020. Mặc dù các điều khoản của hợp đồng không được tiết lộ, Variety cho rằng giá trị rơi vào khảng 500 tới 550 triệu đô la Mỹ.

### Các tập được kết xuất lại
Kể từ khi lên sóng năm 1997 cho tới tập cuối mùa 12 vào năm 2008, phim được sản xuất với tỉ lệ 4:3 480i SD. Vào năm 2009 phim chuyển sang tỉ lệ 16:9 1080i HD kể từ mùa thứ 13. Kể từ đây tất cả các mùa được sản xuất với tỉ lệ 4:3 SD sẽ được South Park Studios remaster và chuyển đổi thành tỉ lệ 1080i 16:9 HD. Các phiên bản được kết xuất lại cũng được phát hành trên Blu-ray. Một số tập phim được kết xuất lại từ các mùa trước có các bản âm thanh không bị kiểm duyệt; trước đây các video này được phát hành ở dạng bị kiểm duyệt.

## Đón nhận

### Đánh giá
Khi South Park ra mắt, đây được coi là thành công lớn của Comedy Central và được coi là có đóng góp lớn cho sự thành công của kênh, khi Herzog tin rằng chương trình đã đưa tên tuổi của Comedy Central lên bản đồ truyền hình Mỹ.
Tập đầu tiên của phim, "Cartman Gets an Anal Probe", nhận được rating 1.3 từ phía Nielsen (980.000 lượt người xem), và được coi là cao đối với một chương trình truyền hình cáp thời bấy giờ. Chương trình ngay lập tức tạo tiếng vang với người xem truyền hình và các buổi xem phim tập thể bắt đầu hình thành trong khuôn viên các trường đại học. Tính đến thời điểm tập thứ tám, "Starvin' Marvin", lên sóng — ba tháng sau khi chương trình lên sóng lần đầu tiên — rating và lượng người xem đã tăng gấp ba lần, còn South Park trở thành chương trình thành công nhất trong lịch sử Comedy Central. Khi tập thứ mười là "Damien" lên sóng vào tháng 2 năm sau, lượng người xem tăng thêm 33 phần trăm. Tập có rating 6.4, cao gấp 10 lần số điểm rating trung bình của một chương trình truyền hình cáp chiếu trong giờ vàng thời đó. Rating đạt đỉnh khi tập hai của mùa hai, "Cartman's Mom Is Still a Dirty Slut", được trình chiếu vào ngày 22 tháng 4 năm 1998. Tập phim đạt được rating 8.2 (6,2 triệu người xem) và tại thời điểm đó đã lập kỷ lục là chương trình không phải chương trình thể thao đạt rating cao nhất trong lịch sử truyền hình cáp cơ bản.
Thành công của South Park đã thúc đẩy nhiều công ty truyền hình cáp phát sóng và đưa nó trở thành một trong những kênh truyền hình cáp phát triển nhanh nhất. Số hộ gia đình có Comedy Central đã tăng từ 9,1 triệu vào năm 1997 lên 50 triệu vào tháng 6 năm 1998. Khi chương trình ra mắt, con số lớn nhất mà Comedy Central nhận về cho mỗi đoạn quảng cáo 30 giây là 7.500 đô la. Chỉ trong vòng một năm, các nhà quảng cáo đã trả trung bình 40.000 đô la cho 30 giây thời gian quảng cáo trong thời điểm mùa thứ hai South Park đang phát sóng, trong khi một số nhà quảng cáo đã trả tới 80.000 đô la.
Sang mùa thứ ba (1999), rating của chương trình bắt đầu đi xuống. Tập đầu tiên của mùa thứ ba thu hút 3,4 triệu người xem, giảm đáng kể so với 5,5 triệu của tập một mùa trước đó. Stone và Parker cho rằng sự sụt giảm về rating của chương trình là do sự cường điệu hóa của truyền thông lên chương trình vào năm trước, và rằng rating mùa thứ ba sẽ phản ánh lượng người hâm mộ "thực sự" của chương trình. Rating của chương trình tiếp tục sụt giảm trong mùa thứ tư (2000), với các tập chỉ có trung bình hơn 1,5 triệu người xem. Rating cuối cùng tăng lên, và các mùa từ 5 tới 9 liên tục đạt trung bình khoảng 3 triệu người xem mỗi tập. Mặc dù lượng người xem của phim thấp hơn so với thời kỳ đỉnh cao của những mùa đầu tiên, South Park  vẫn là một trong những series được đánh giá cao nhất trên Comedy Central. Tập mở màn mùa 14 (2010) thu về 3,7 triệu lượt xem và là tập mở màn có lượng người xem cao nhất kể từ năm 1998. Vào năm 2016, một nghiên cứu của The New York Times đối với 50 chương trình truyền hình với số lượt like trên Facebook cao nhất. Nghiên cứu cho thấy rằng "có lẽ không có gì bất ngờ, South Park... là show nổi tiếng nhất ở Colorado".

### Công nhận và giải thưởng
Vào 2004, Channel 4 chọn là phim hoạt hình vĩ đại nhất mọi thời đại. Tạp chí Time vào năm 2007 điền tên South Park vào trong danh sách "100 chương trình truyền hình hay nhất mọi thời đại" và nhận xét đây là "nguồn [thông tin] châm biếm nhanh nhất nước Mỹ trong thập kỷ [qua]". Cũng trong năm 2007 Rolling Stone khẳng định đây là chương trình hài hước nhất trên truyền hình kể từ khi ra mắt 10 năm trước đó. Vào năm 2008 South Park được Entertainment Weekly chọn là chương trình truyền hình vĩ đại thứ 12 trong 25 năm qua, trong khi AOL nhận xét chương trình có những nhân vật "thông minh nhất" so với bất kỳ chương trình nào trong lịch sử và coi đây loạt phim hài truyền hình hay thứ 16 mọi thời đại. Vào năm 2011, South Park được bình chọn ở vị trí số một trong cuộc bầu chọn 25 chương trình truyền hình hoạt hình hay nhất của Entertainment Weekly. Nhân vật Cartman xếp thứ 10 trong danh sách "Top 50 nhân vật vĩ đại nhất" của TV Guide năm 2002, xếp thứ 198 trong "200 biểu tượng văn hóa đại chúng vĩ đại nhất" của VH1, thứ 19 trong chương trình đặc biệt "100 Greatest TV Characters" của Bravo năm 2004, và thứ hai trong danh sách các nhân vật truyền hình đáng sợ nhất của MSNBC vào năm 2005, chỉ xếp sau Mr. Burns trong The Simpsons. Vào năm 2006, Comedy Central nhận giải Peabody nhờ những "bình luận xã hội nghiêm khắc" và "tính châm biếm mạnh mẽ không thể chối cãi đối với thói kẻ cả và giả tạo trong đời sống người Mỹ". Vào năm 2013, Writers Guild of America xếp South Park ở vị trí số 63 trong số "101 chương trình có kịch bản hay nhất". Cũng trong năm 2013, TV Guide xếp chương trình ở vị trí thứ 10 trong số "60 phim hoạt hình hay nhất mọi thời đại". Vào năm 2019, phim được xếp ở vị trí thứ 42 trong danh sách 100 chương trình TV hay nhất thế kỷ 21 của The Guardian.
South Park giành Giải CableACE 1997 cho hạng mục series hoạt hình hay nhất; đây cũng là lần cuối giải thưởng này được trao. Năm 1998 South Park được đề cử Giải Annie cho hạng mục Thành tựu nổi bật trong một chương trình truyền hình giờ vàng hoặc đêm muộn. Chương trình cũng được đề cử cho GLAAD Award 1998 cho hạng mục Tập phim truyền hình nổi bật với tập phim "Big Gay Al's Big Gay Boat Ride".
South Park được đề cử cho hạng mục Chương trình hoạt hình nổi bật của Giải Emmy mười sáu lần (1998, 2000, 2002, 2004–2011, và 2013–2017). Chương trình đã giành giải Chương trình hoạt hình nổi bật (chương trình ít hơn một giờ) bốn lần, cho tập "Best Friends Forever" năm 2005, "Make Love, Not Warcraft" năm 2006, "Margaritaville" năm 2009, và "Raising the Bar" năm 2012. Bộ ba tập phim "Imaginationland" giành được giải Emmy cho chương trình hoạt hình nổi bật (chương trình dài hơn 1 giờ) vào năm 2008.

### Chỉ trích
Chương trình là trung tâm của tranh cãi và chỉ trích trong suốt quá trình phát sóng do liên tục động chạm tới các vấn đề cấm kỵ, sử dụng những câu đùa về vệ sinh (toilet humor), được giới trẻ yêu thích, coi thường sự nhạy cảm của chủ nghĩa bảo thủ, miêu tả tiêu cực về các nguyên tắc của chủ nghĩa tự do, hay động chạm tới các tôn giáo khác nhau.
Khi bộ phim trở nên phổ biến, hai ngôi trường đã cấm các học sinh mặc áo phông có nội dung liên quan tới South Park, trong khi hiệu trưởng của một trường công ở Anh Quốc đã yêu cầu phụ huynh không cho con em họ xem chương trình sau khi các bé tám và chín tuổi bầu chọn nhân vật Cartman là nhân vật truyền hình yêu thích của các bé vào năm 1999. Parker và Stone khẳng định rằng chương trình không dành cho trẻ nhỏ xem và được chứng nhận là dành cho khán giả trưởng thành.
Người sáng lập của Parents Television Council là L. Brent Bozell III và người sáng lập của Action for Children's Television là Peggy Charren đều lên án chương trình với tuyên bố rằng chương trình này "là mối nguy hại cho nền dân chủ". Một số nhóm hoạt động xã hội khác phản đối việc chương trình nhại lại những vấn đề về Kitô giáo cách chương trình miêu tả Giê-su. Stone tuyên bố rằng các bậc cha mẹ không tán thành South Park bởi vì họ "có một cái nhìn quá nhẹ nhàng về những gì trẻ con thích", và rằng trẻ con "không hề có chút khéo léo hay phép tắc nào trong quan hệ xã hội, chúng hoàn toàn chỉ là những đứa nhỏ ngỗ ngược nóng nảy mà thôi".

#### Tranh cãi
Chương trình tiếp tục làm dấy lên những tranh cãi xung quanh việc sử dụng từ ngữ tục tĩu, và sự chú ý của truyền thông xung quanh việc chương trình Chicago Hope sử dụng từ shit đúng một lần duy nhất, khi trong tập một của mùa 5 mang tên "It Hits the Fan", từ shit được nhắc đến tới 162 lần mà không bị che tiếng vì lý do kiểm duyệt, và cũng không bị kiểm duyệt ở dạng chữ viết. Trong những ngày sau khi chương trình phát sóng lần đầu tiên, 5.000 email phản đối đã được gửi đến Comedy Central. Trong khi đó tập "With Apologies to Jesse Jackson" của mùa 11 mặc dù sử dụng từ nigger tới 43 lần, lại không gây ra nhiều tranh cãi khi hầu hết cộng đồng người da đen và NAACP ca ngợi tập phim này vì bối cảnh và cách truyền đạt khá hài hước về quan điểm của các chủng tộc khác về cách người da đen cảm thấy khi nghe thấy ai đó nói từ này.
Những tranh cãi khác liên quan đến chương trình có thể kể tới trò đùa Cá tháng Tư lên người xem vào năm 1998, hình tượng Đức Mẹ đồng trinh Maria trong tập "Bloody Mary" của mùa 9 khiến nhiều người Công giáo nổi giận, hình ảnh Steve Irwin với đuôi của một con cá đuối cắm vào ngực trong tập "Hell on Earth 2006" được phát sóng chưa đầy hai tháng sau khi Irwin chết theo cách tương tự, và việc Comedy Central che hình ảnh nhân vật Muhammad trong tập "Cartoon Wars Part II" của mùa 10 trong thời gian nổi lên vụ biếm họa Muhammad.
Tập "Trapped in the Closet" của mùa 10 tố cáo Khoa luận giáo không gì khác ngoài một "một trò lừa đảo tệ hại mang tầm cỡ quốc tế" khi tự do tiết lộ thông tin của giáo hội mà Khoa luận giáo thông thường chỉ tiết lộ cho các thành viên có đóng góp tiền tệ đáng kể cho giáo hội. Tập phim cũng nhại lại những tin đồn liên quan đến xu hướng tình dục của Tom Cruise, một tín đồ Khoa luận giáo được cho là đã yêu cầu hủy bỏ tất cả các buổi phát lại tập phim "Trapped in the Closet". Isaac Hayes, một tín đồ Khoa luận giáo khác, rời bỏ vai diễn trong chương trình vì lý do phản đối tập phim này.
Các tập "200" và "201" của mùa 14 dính líu tới cuộc tranh cãi vì châm biếm nhà tiên tri Hồi giáo Muhammad. Trang web của tổ chức Hồi giáo cực đoan Revolution Muslim có trụ sở tại New York đã đăng lời cảnh báo đối với Parker và Stone rằng họ có nguy cơ bị trả thù bằng bạo lực vì đã báng bổ Muhammad. Tổ chức này khẳng định hai người này "sẽ có kết cục giống như Theo van Gogh (một đạo diễn bị người Hồi giáo sát hại) vì phát sóng chương trình". Bài đăng này cón kèm theo địa chỉ văn phòng Comedy Central ở New York và công ty chịu trách nhiệm sản xuất ở Los Angeles. Tác giả bài đăng này là Zachary Adam Chesser (hay còn được gọi là Abu Talhah al-Amrikee) nói rằng đây chỉ là lời cảnh tỉnh đối với Parker và Stone chứ không có ý đe dọa và việc cung cấp địa chỉ là để cho mọi người cơ hội biểu tình.
Mặc dù al-Amrikee tuyên bố rằng đó chỉ là một cảnh báo, một số cơ quan truyền thông và quan sát viên tin rằng đây là một lời đe dọa. Ngược lại, phong trào Everybody Draw Mohammed Day thể hiện sự ủng hộ đối với chương trình thông qua việc khuyến khích mọi người trên Facebook vẽ hình ảnh Muhammad vào ngày 20 tháng 5. Ngoài ra tập phim "200" cũng miêu tả Đức Phật hít cocain, dẫn tới việc chính quyền Sri Lanka ban hành lệnh cấm chương trình này.
Do nhiều chủ đề bị cấm tại Trung Quốc như Đạt Lai Lạt Ma, Winnie-the-Pooh và khai thác nội tạng được nhắc đến trong tập "Band in China" của mùa 23 (2019), South Park ngay lập tức bị cấm tại Trung Quốc. Trang về South Park trên Baidu Baike, diễn đàn trên Baidu Tieba, trang trên Douban, Zhihu và các video trên Bilibili đều bị xóa hoặc không thể truy cập công cộng, tất cả các từ khóa và chủ đề liên quan đều bị cấm tìm kiếm và thảo luận trên các công cụ tìm kiếm và các trang mạng xã hội của Trung Quốc bao gồm các nền tảng công cộng của Baidu, Sina Weibo và WeChat. Parker và Stone sau đó đáp lại bằng một lời xin lỗi đầy mỉa mai.

## Ảnh hưởng

### Văn hóa
Những ý tưởng được truyền tải trong các tập phim thường được báo chí coi là những ý kiến mà Parker và Stone cố gắng truyền đạt tới người xem. Những ý kiến này nhiều lần được giới truyền thông và các diễn đàn văn học phân tích và mổ xẻ trong khuôn khổ các khái niệm đại chúng về triết học, thần học, xã hội và chính trị. Kể từ khi South Park ra mắt, nhiều sinh viên đại học đã viết các bài luận cuối năm học và luận án tiến sĩ về South Park, trong khi trường Brooklyn College mở một khóa học mang tên "South Park and Political Correctness".
Trong những cảnh ngay sau cái chết của Kenny (một cảnh thường xuyên xuất hiện trong mỗi tập phim), các nhân vật thường hét lên "Oh my god, they killed Kenny!". Câu cảm thán này nhanh chóng trở thành một câu cửa miệng phổ biến, trong khi cái chết định kỳ của Kenny là một trong những dấu ấn lớn nhất đối với người xem truyền hình hiện đại. Các câu cảm thán của Cartman như "Respect my authori-tah!" hay "Screw you guys...I'm going home!" cũng trở thành những câu cửa miệng quen thuộc, và trở thành vốn từ vựng được người xem sử dụng khá thường xuyên trong giao tiếp bình thường khi những mùa đầu tiên phát sóng. Ngữ điệu kì dị của Cartman khi thốt lên từ "Hey!" được đề cập trong từ điển The Oxford Dictionary of Catchphrases phiên bản 2002.
Trong tập "Chef Aid" của mùa hai, luật sư Johnnie Cochran sử dụng lối biện hộ Chewbacca (Chewbacca defense). Thay vì thảo luận về phiên tòa xét xử, nhân vật Cochran nói lan man về những điểm bất hợp lý của nhân vật Chewbacca trong phim Sự trở lại của Jedi để cố ý tác động lên bồi thẩm đoàn và làm họ cảm thấy hoài nghi. Thuật ngữ "Chewbacca defense" đã được nghiên cứu và lưu trữ bởi các nhà tội phạm học, các nhà khoa học pháp y, và các nhà bình luận chính trị trong nhiều cuộc thảo luận khác nhau của họ về các phương pháp tương tự được sử dụng trong các vụ kiện pháp lý và các diễn đàn công cộng.
Tập "Gnomes" của mùa hai xoay quanh một nhóm thần lùn điều hành một tập đoàn chuyên ăn trộm quần lót của con người. Khi bị hỏi về cách thức kinh doanh, các thần lùn trả lời rằng có ba bước: Bước 1 là "thu thập quần lót". Bước 3 là "thu lợi nhuận". Tuy nhiên, nhóm thần lùn không tài nào giải thích bước 2 là gì. Trên tấm bảng giải thích các bước vận hành công ty, đi kèm với "Bước 2" là một dấu hỏi chấm lớn. Việc sử dụng "????" và "PROFIT!" làm hai bước cuối trong một quá trình (với ý đùa cợt) đã trở thành một meme Internet bắt nguồn từ chính tập phim này. Đặc biệt là trong ngữ cảnh chính trị và kinh tế, "thần lùn quần lót" (underpants gnomes) được một số nhà bình luận sử dụng nhằm mô tả một lỗ hổng lớn về mặt logic của một kế hoạch.
Khi Sophie Rutschmann của Đại học Strasbourg khám phá ra một gen đột biến của một con ruồi giấm thường trưởng thành chết trong vòng hai ngày sau khi bị nhiễm một số vi khuẩn, cô đặt tên cho gen này là kep1 dựa theo nhân vật Kenny.

### Chính trị
Mặc dù một số người ủng hộ chủ nghĩa bảo thủ lên án South Park vì sự thô tục của nó, tuy nhiên những người thuộc phe trung hữu, cả thanh thiếu niên và người trưởng thành trẻ, đón nhận chương trình một cách nồng nhiệt vì xu hướng chế giễu quan điểm của phe tự do và châm biếm các nhân vật nổi tiếng của phe này. Nhà bình luận chính trị Andrew Sullivan gọi nhóm này là South Park Republican, hay các nhà bảo thủ South Park. Sullivan cho rằng nhóm này "cực kỳ hoài nghi về tính đúng đắn chính trị nhưng lại [có thái độ] tự do xã hội đối với nhiều vấn đề khác". Mặc dù vậy ông cũng nói rằng cụm từ trên nhằm ám chỉ tới quan điểm của những người này hơn là mang hàm ý rằng họ thực sự là một đảng viên Cộng hòa. Brian C. Anderson cho răng những người này "sở hữu quan điểm của chủ nghĩa tự do cá nhân và thường bác bỏ chính sách xã hội bảo thủ", và mặc dù chương trình đem phe bảo thủ ra giễu cợt, nó lại là một trong những nhân tố tiên phong trong "cuộc cách mạng của phe bảo thủ trước truyền thông của phe tự do."
Parker và Stone bác bỏ ý kiến rằng chương trình sở hữu bất kỳ quan điểm chính trị nào, và khẳng định rằng họ không tạo ra các tập phim để phục vụ bất kỳ mưu đồ chính trị nào.
Họ tuyên bố rằng họ châm biếm phe tự do nhiều hơn phe bảo thủ đơn giản họ thích chế giễu phe tự do hơn. Mặc dù Stone từng nói rằng "Tôi ghét mấy tay bảo thủ, nhưng tôi cực kỳ ghét mấy tay tự do", Stone và Parker giải thích cho việc họ có xu hướng châm biếm một đối tượng nhất định chủ yếu xuất phát từ việc những đối tượng này thích dạy người khác phải cư xử như thế nào. Hai người giải thích rằng họ nhận thấy những người tự do ảo tưởng rằng họ sẽ không bị châm biếm, và có khuynh hướng áp đặt sự đúng đắn chính trị lên người khác. Parker và Stone không hài lòng với ý kiến cho rằng họ và South Park liên quan tới bất kỳ đảng hay phe phái nào. Parker cũng bác bỏ những cái tên người khác gán cho họ như "South Park Republican" hay "South Park bảo thủ", cảm thấy rằng hai biệt danh trên ngụ ý rằng mỗi người phải tuân thủ các quan điểm bảo thủ hoặc tự do một cách nghiêm túc vậy. Nhà báo Canada, Jaime J. Weinman, nhận thấy rằng những người cực đoan của phe bảo thủ từng tự nhận là "South Park Republicans" cuối cùng cũng rũ bỏ cái tên này khi chương trình chế nhạo Đảng Cộng hòa trong tập "Best Friends Forever" của mùa 9.

## Các sản phẩm liên quan

### Phim điện ảnh
Vào năm 1999, chỉ hai năm sau khi chương trình phát sóng lần đầu, người ta cho phát hành một bộ phim điện ảnh dài. Bộ phim được làm theo thể loại hài ca nhạc và do Parker đạo diễn và đồng viết kịch bản với Stone và Pam Brady. Phim được giới phê bình đón nhận tích cực, và thu về tổng cộng 83,1 triệu đô la doanh thu phòng vé cả tại Mỹ và quốc tế. Nội dung phim chủ yếu châm biếm tranh cãi liên quan tới chính chương trình và được ghi tên trong Sách Kỷ lục Guinness 2001 với danh hiệu "Chửi thề nhiều nhất trong một phim hoạt hình". Ca khúc "Blame Canada" trong album nhạc phim giúp hai tác giả Parker và Marc Shaiman nhận được đề cử Giải Oscar cho ca khúc trong phim hay nhất.

### Phim ngắn
Để tôn vinh tiểu phẩm hài Dead Parrot của Monty Python, một đoạn phim ngắn với cảnh Cartman gửi trả một Kenny đã chết lại cho một cửa hàng của Kyle được phát trong một chương trình đặc biệt của 1999 nhằm kỷ niệm 30 năm Monty Python's Flying Circus lên sóng. South Park cũng nhại lại tôn giáo Scientology trong đoạn phim ngắn phát trong lễ trao giải của MTV Movie Awards 2000. Đoạn phim ngắn được đặt tên là "The Gauntlet" và chế giễu John Travolta, một tín đồ của tôn giáo trên. Bốn nhân vật chính xuất hiện trong phim tài liệu The Aristocrats, trong đó Cartman kể lại, theo cách kể riêng của cậu bé, câu chuyện hài hước được sử dụng trong bộ phim. Các clip ngắn trong đó Cartman giới thiệu đội hình xuất phát của đội bóng bầu dục của Đại học Colorado được phát trên kênh ABC trong trận đấu vào năm 2007 giữa Đại học Colorado và Đại học Nebraska. Vào năm 2008, Parker, đóng vai Cartman, trả lời các câu hỏi dạng Proust Questionnaire do người dẫn chương trình Julie Rovner của kênh radio NPR đưa ra. Chuyến lưu diễn The Snakes & Arrows Tour năm 2007 của ban nhạc Rush sử dụng đoạn intro có sự góp mặt của Cartman, Stan, Kyle, và Kenny trước khi biểu diễn bài hát "Tom Sawyer". Do Parker, Stone và nhà sản xuất Frank Agnone là fan của đội khúc côn cầu Los Angeles Kings, các video South Park đặc biệt được phát trong phần chuẩn bị trước các trận đấu trên sân nhà của Los Angeles Kings tại Trung tâm Staples, và câu lạc bộ còn gửi chiếc cúp Stanley tới xưởng phim South Park Studios sau khi đội giành chức vô địch năm 2012. Parker và Stone cũng làm các đoạn phim ngắn lấy chủ đề là các đội thể thao Denver Broncos và Denver Nuggets với Cartman là nhân vật chính, trong các trận sân nhà của hai đội này tại Pepsi Center.